# Křížová cesta (Brtníky)
Křížová cesta v Brtníkách na Šluknovsku se nachází přibližně 300 metrů východně od vsi na Křížovém vrchu (446 m n. m.), na jeho západním svahu nad cestou do Rumburku. Postavena byla v letech 1801–1804 a doplnila starší kapli Nejsvětější Trojice. Tvoří ji třináct výklenkových kaplí, kaple Božího hrobu a zaniklá Getsemanská zahrada. Poslední rekonstrukcí prošla v roce 2016.

## Historie
Křížová cesta na svahu Křížového vrchu vznikla jako v pořadí čtvrtá křížová cesta ve Šluknovském výběžku. Původní název Křížového vrchu byl Mlýnský vrch, protože zde ještě v 18. století stál větrný mlýn. Přístupovou cestu k vrcholu lemuje 13 výklenkových kaplí vybudovaných v letech 1801–1804. Součástí areálu je kaple Božího hrobu, kaple Nejsvětější Trojice a zaniklá Getsemanská zahrada se sochami spících apoštolů. Výklenkové kaple byly postaveny ve dvou řadách naproti sobě, liché vlevo, sudé vpravo. Po křížové cestě se stoupalo po klikaté trase od jednoho zastavení k druhému až na vrcholek kopce ke kapli Božího hrobu.
Po druhé světové válce byla křížová cesta zdevastována. V letech 1998–1999 prošla i s kaplemi opravou z iniciativy obyvatel obce za přispění Obce Staré Křečany. Při poslední rekonstrukci na konci léta 2016 byly obnoveny původní červené a šedé nátěry a do výklenkových kaplí osazeny nové obrazy, které jsou kopiemi křížové cesty od Josefa Führicha (1800–1876). Celkovou rekonstrukcí prošly i obě kaple.

## Kaple Nejsvětější Trojice
Na Mlýnském vrchu byla roku 1768 postavena barokní kaple Nejsvětější Trojice. Stavbu financovalo místní „Arcibratrstvo Nejsvětější Trojice“. Pravidelně se v ní slavil svátek Nejsvětější Trojice, konala se k ní procesí, zastavovali u ní Velikonoční jezdci. Na počátku 19. století byla kaple zakomponována do nově postavené křížové cesty (stojí mezi XIII. a XIV. zastavením). Poslední rekonstrukce proběhla v roce 2016.

## Kaple Božího hrobu
Kaple Božího hrobu tvoří XIV. zastavení křížové cesty. Postavena byla spolu s ní v letech 1801–1804, roku 1896 byla přestavěna do současné podoby. Následujícího roku ji vysvětil P. Hilarius Pokorný (1865–1920), představený kapucínského kláštera v Rumburku. Stavba stojí na obdélném půdorysu se segmentovým závěrem. V průčelí je umístěn obdélný portál s polokruhovým světlíkem, ve štítu je kříž s římsou, nároží zdobí pilastry. Každou z bočních stěn prolamuje malé, segmentově zakončené okno. Po poslední rekonstrukci z roku 2016 je fasáda šedobílá a odpovídá tak původnímu stavu. Původní vybavení zaniklo po druhé světové válce. Uvnitř kaple stojí polychromovaná socha Piety od Miloše Kubišty, kterou na Velký pátek dne 14. dubna 2017 požehnal generální vikář litoměřické diecéze Martin Davídek.

## Galerie

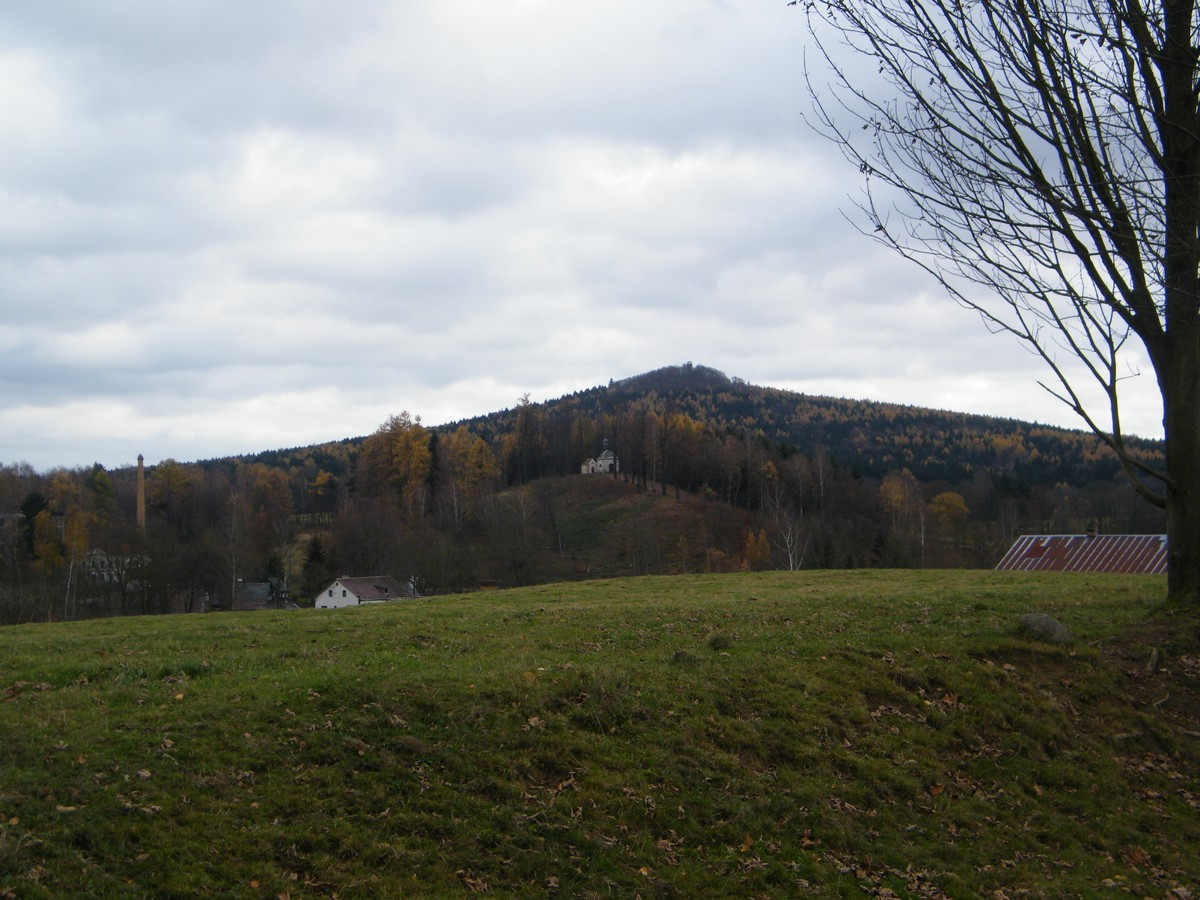
Křížový vrch s Vlčí horou v pozadí (2015)
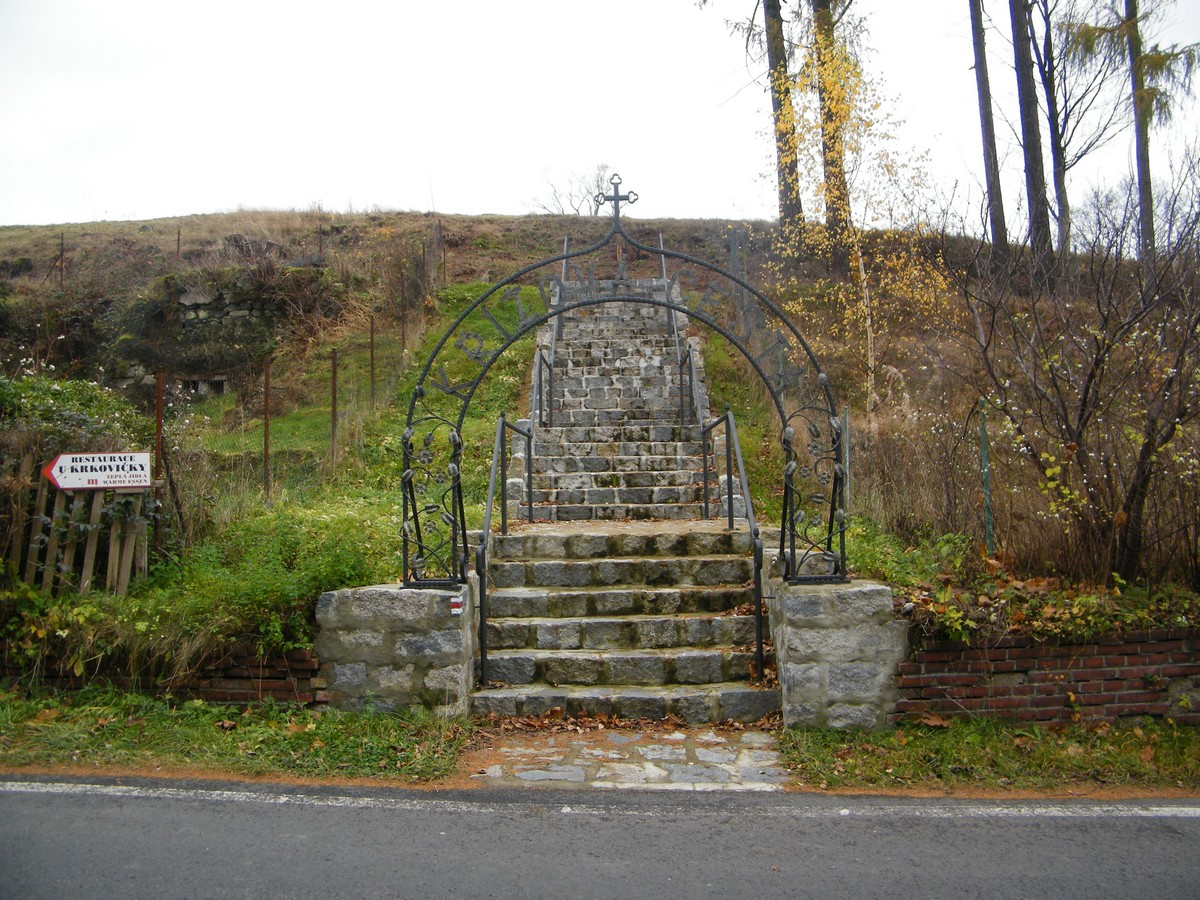
Schody pod křížovou cestou (2015)
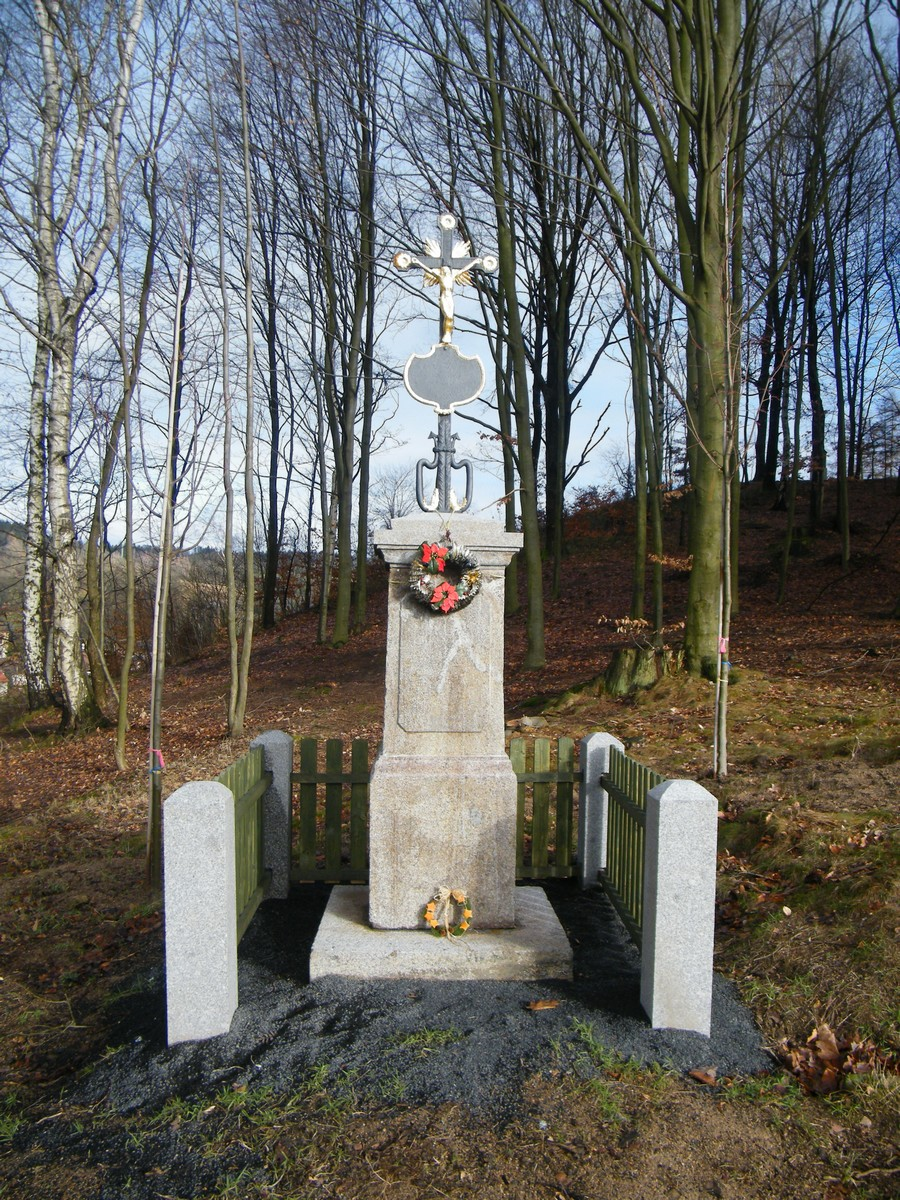
Kříž pod křížovou cestou (2016)
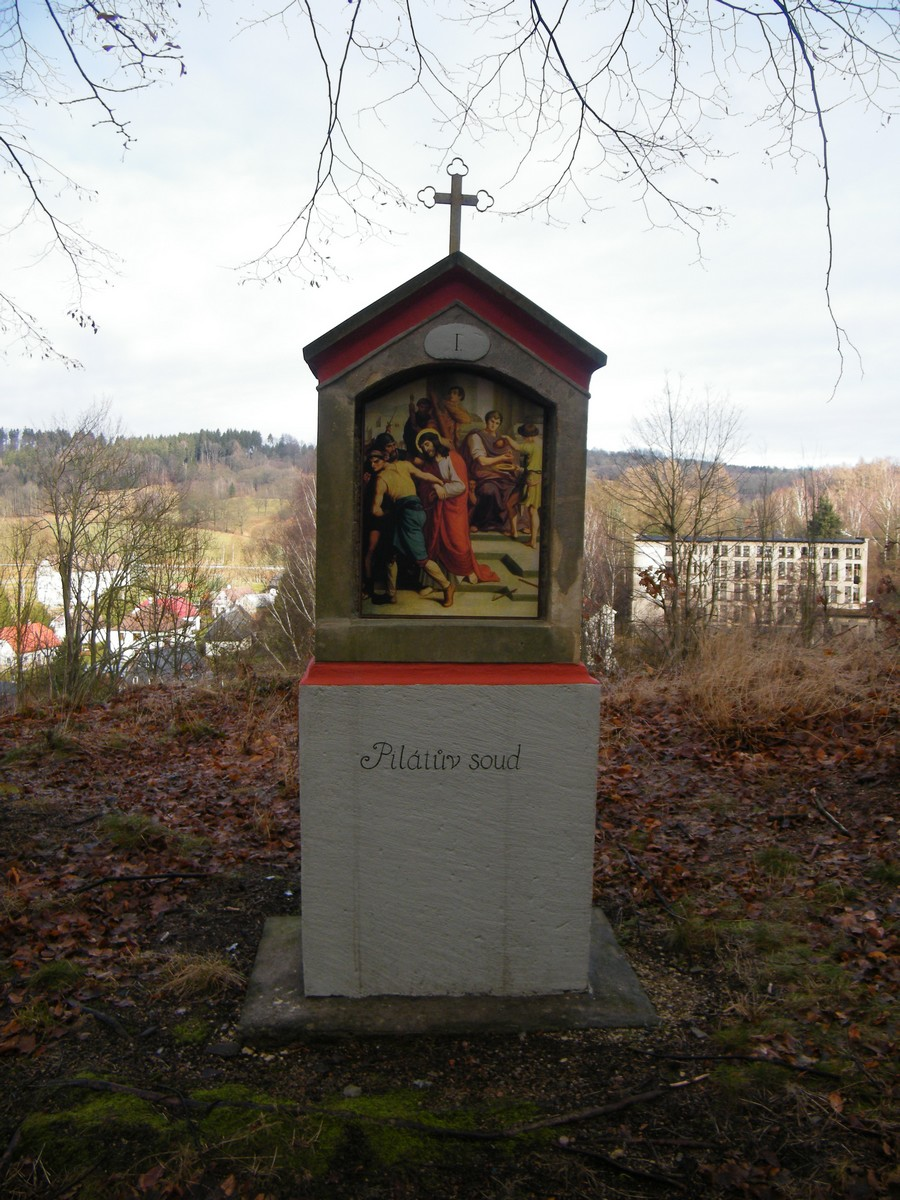
První zastavení (2016)
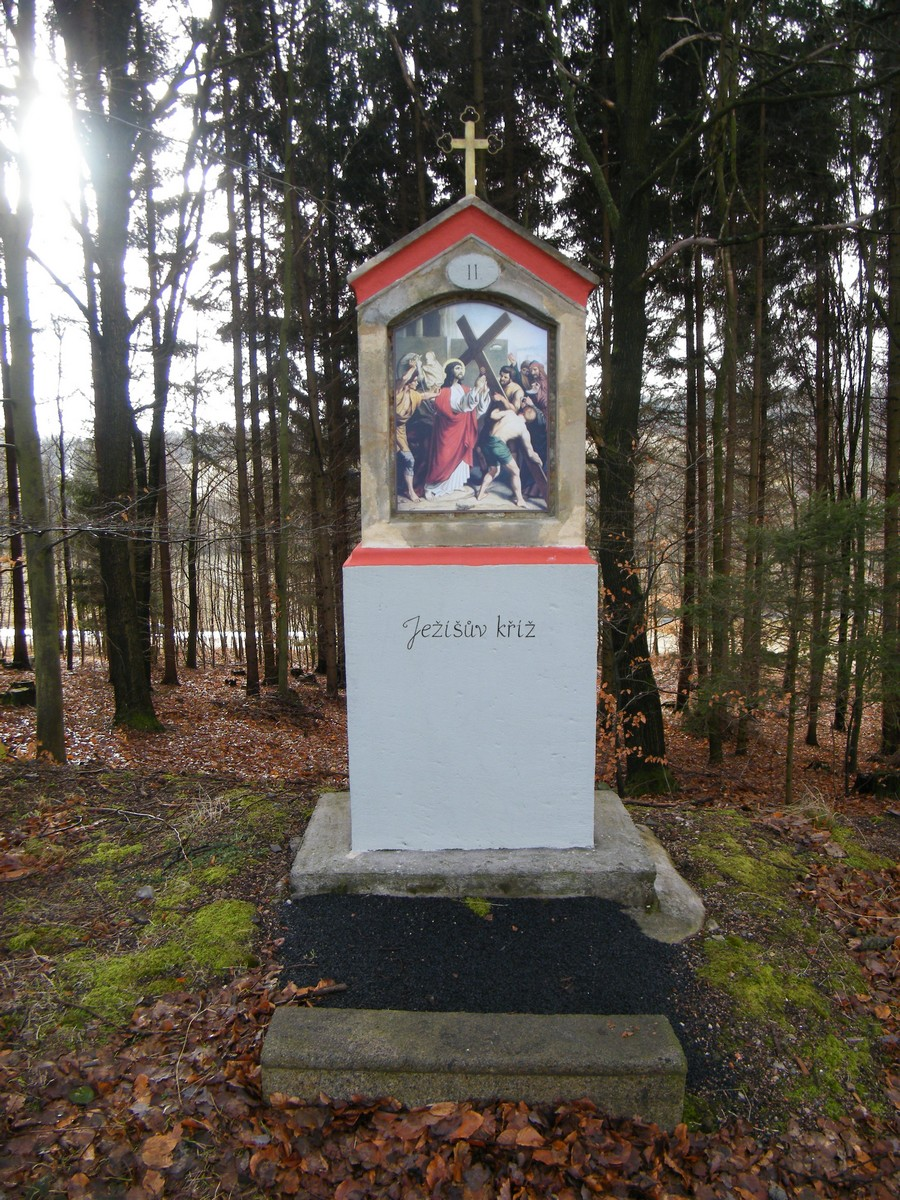
Druhé zastavení (2016)
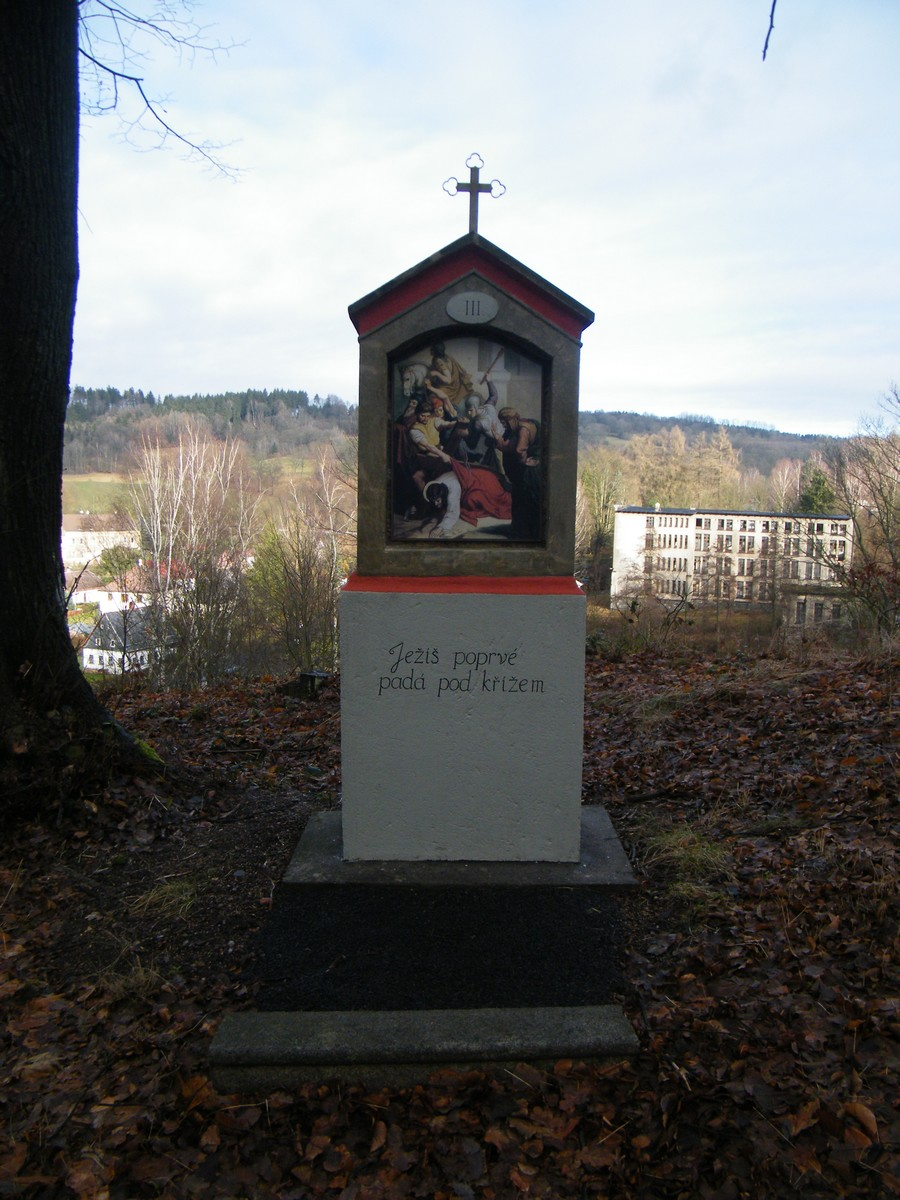
Třetí zastavení (2016)
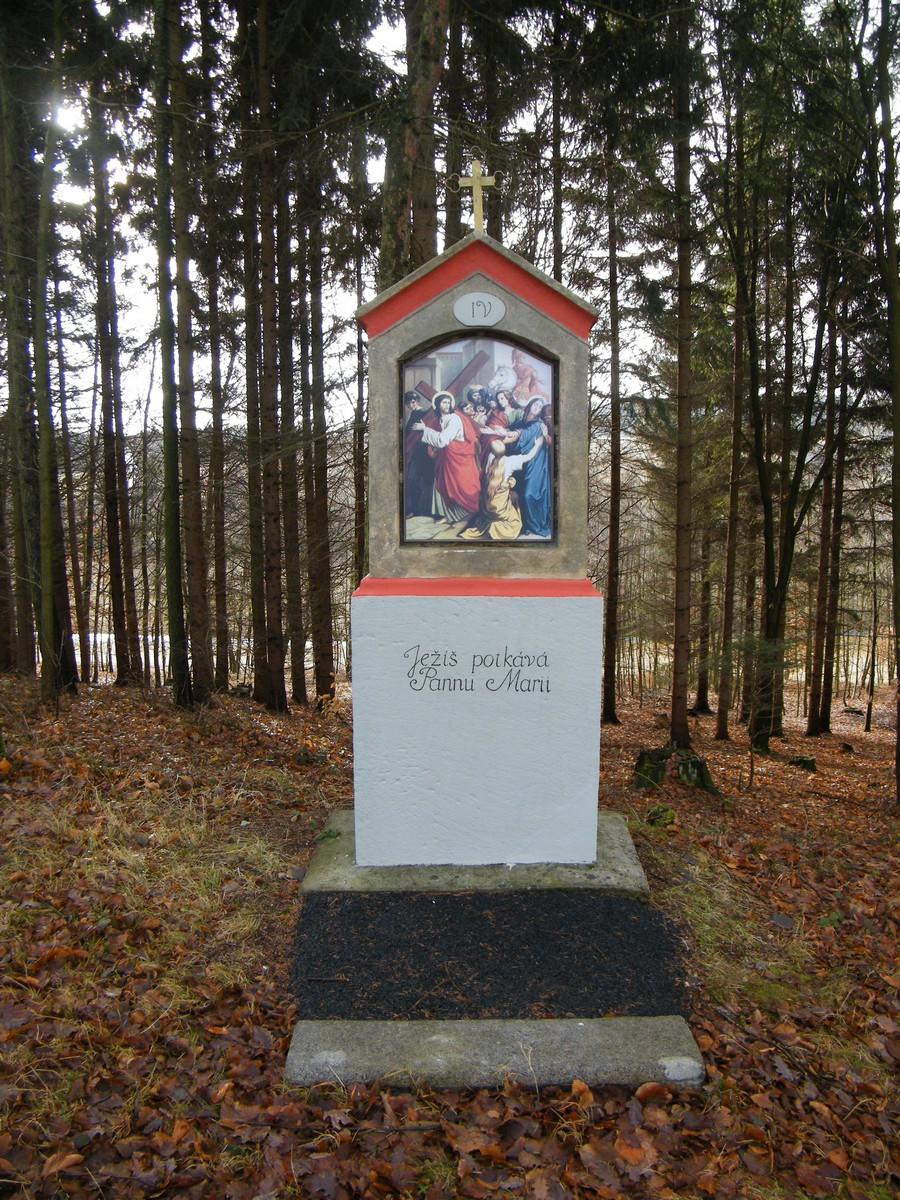
Čtvrté zastavení (2016)
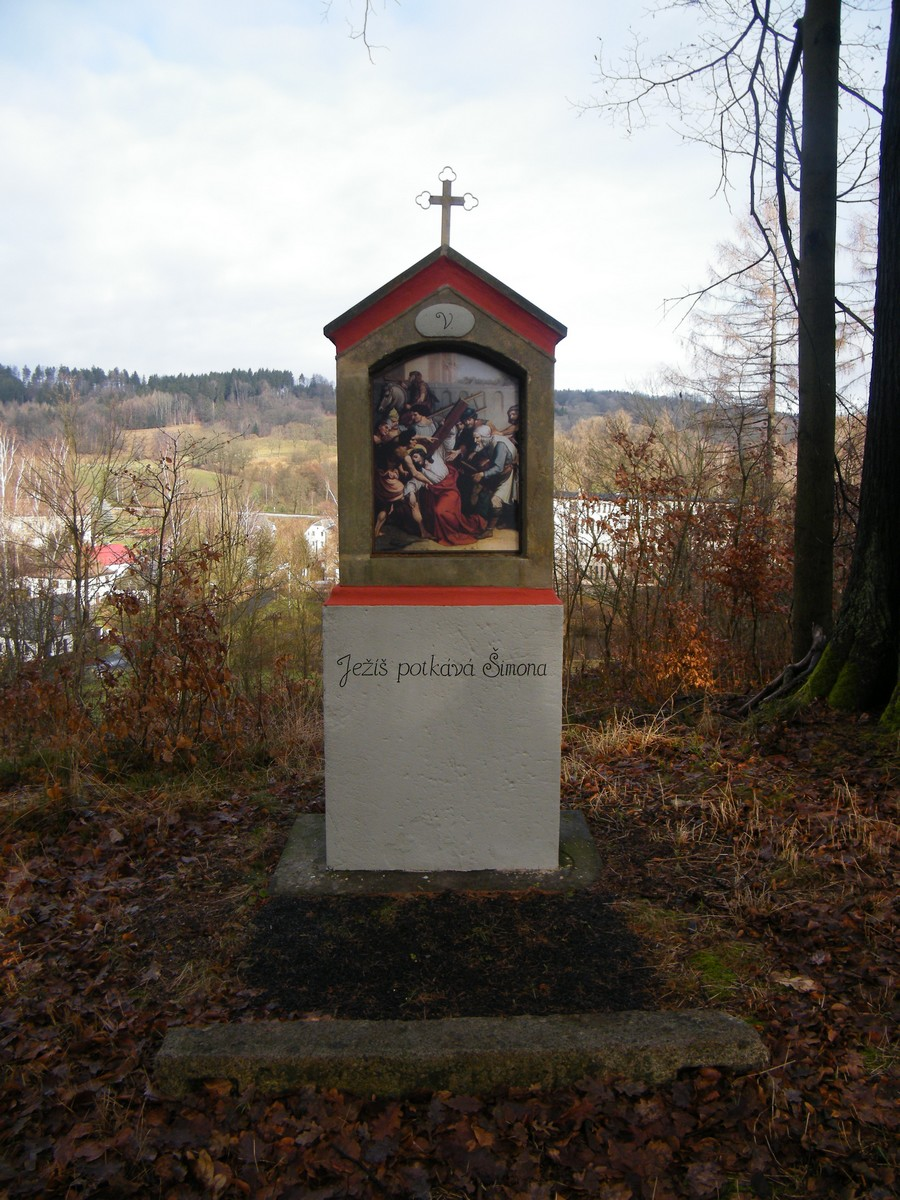
Páté zastavení (2016)
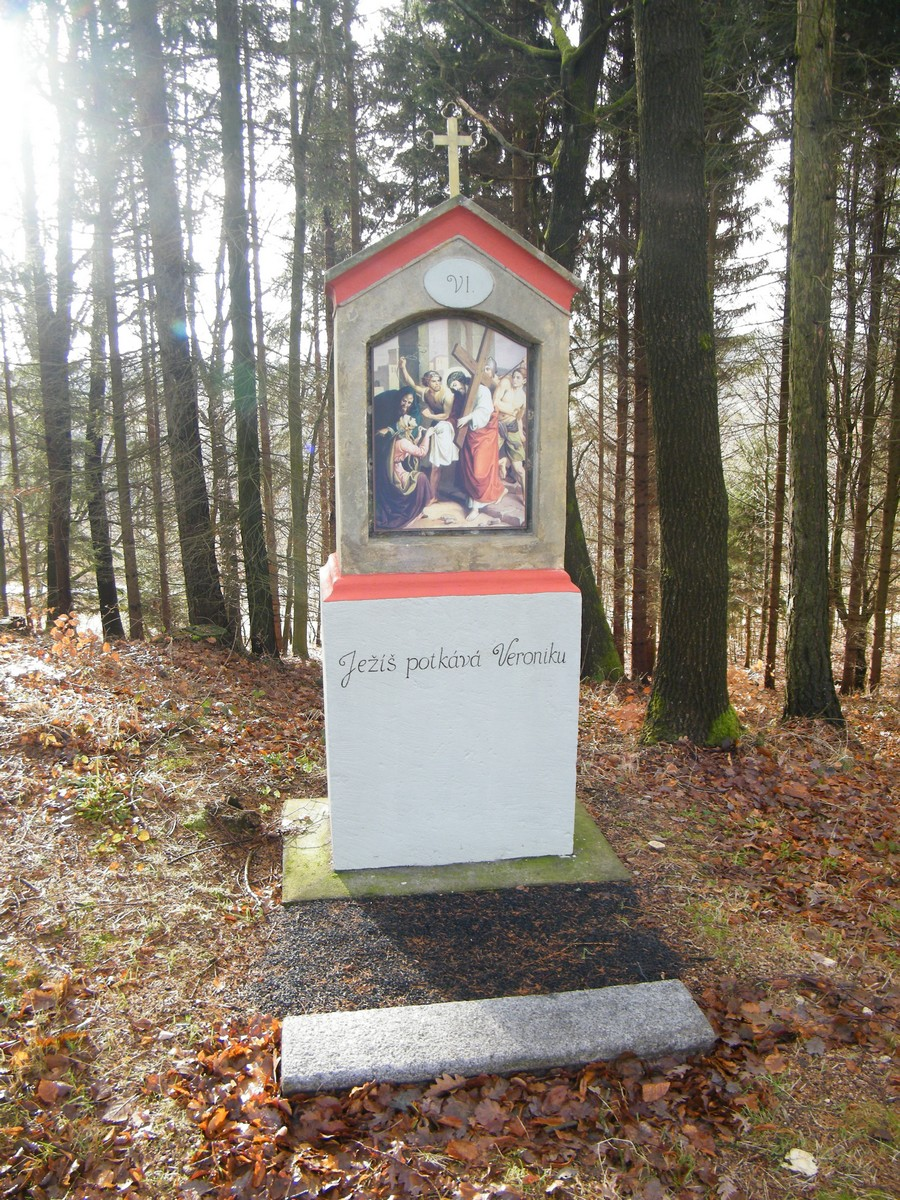
Šesté zastavení (2016)
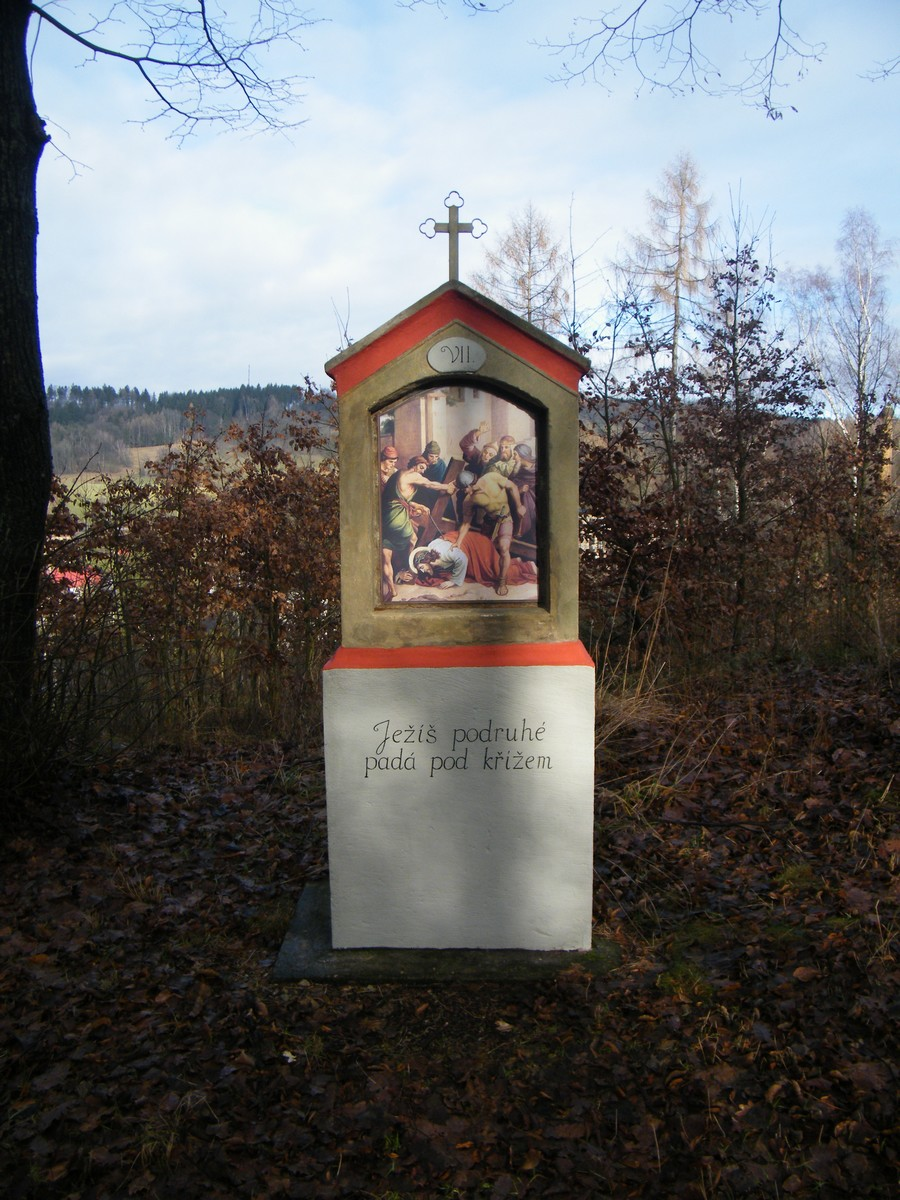
Sedmé zastavení (2016)
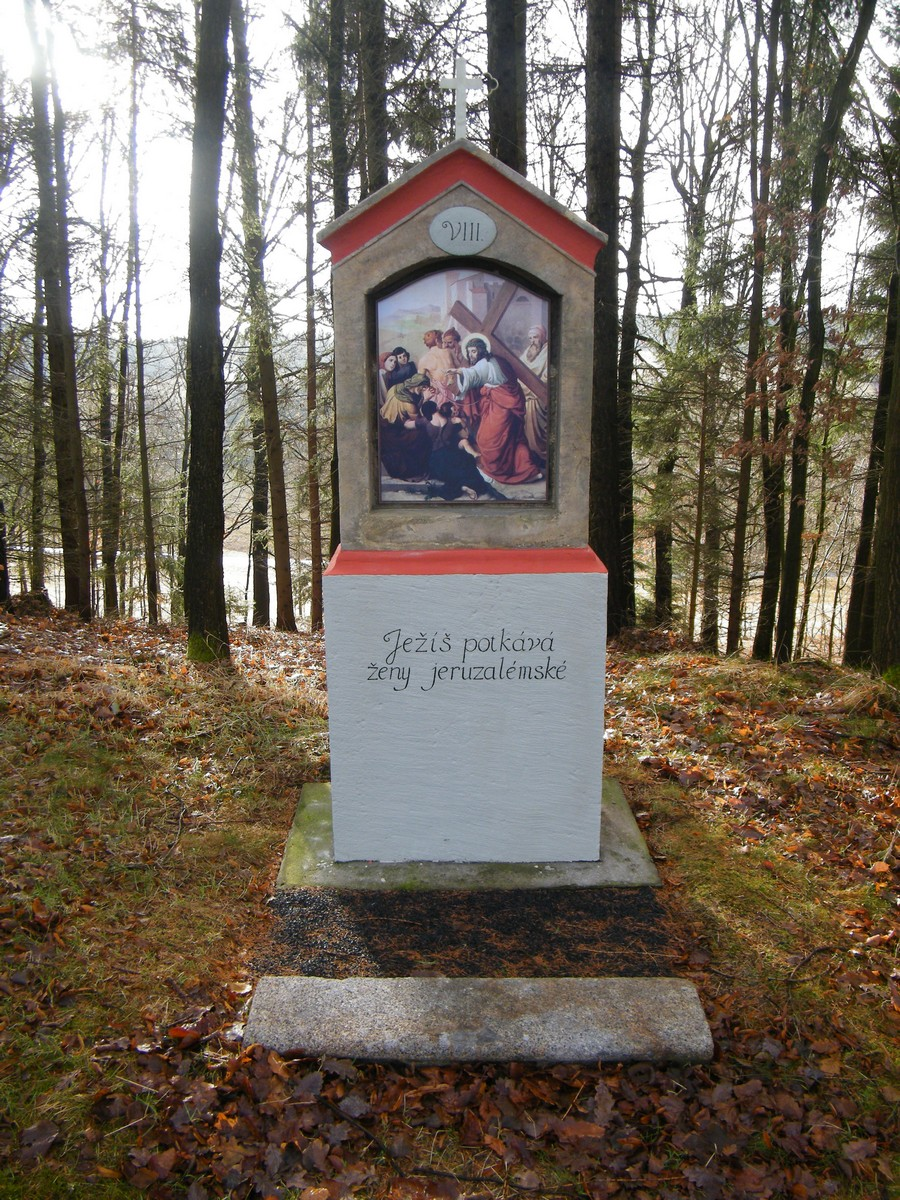
Osmé zastavení (2016)
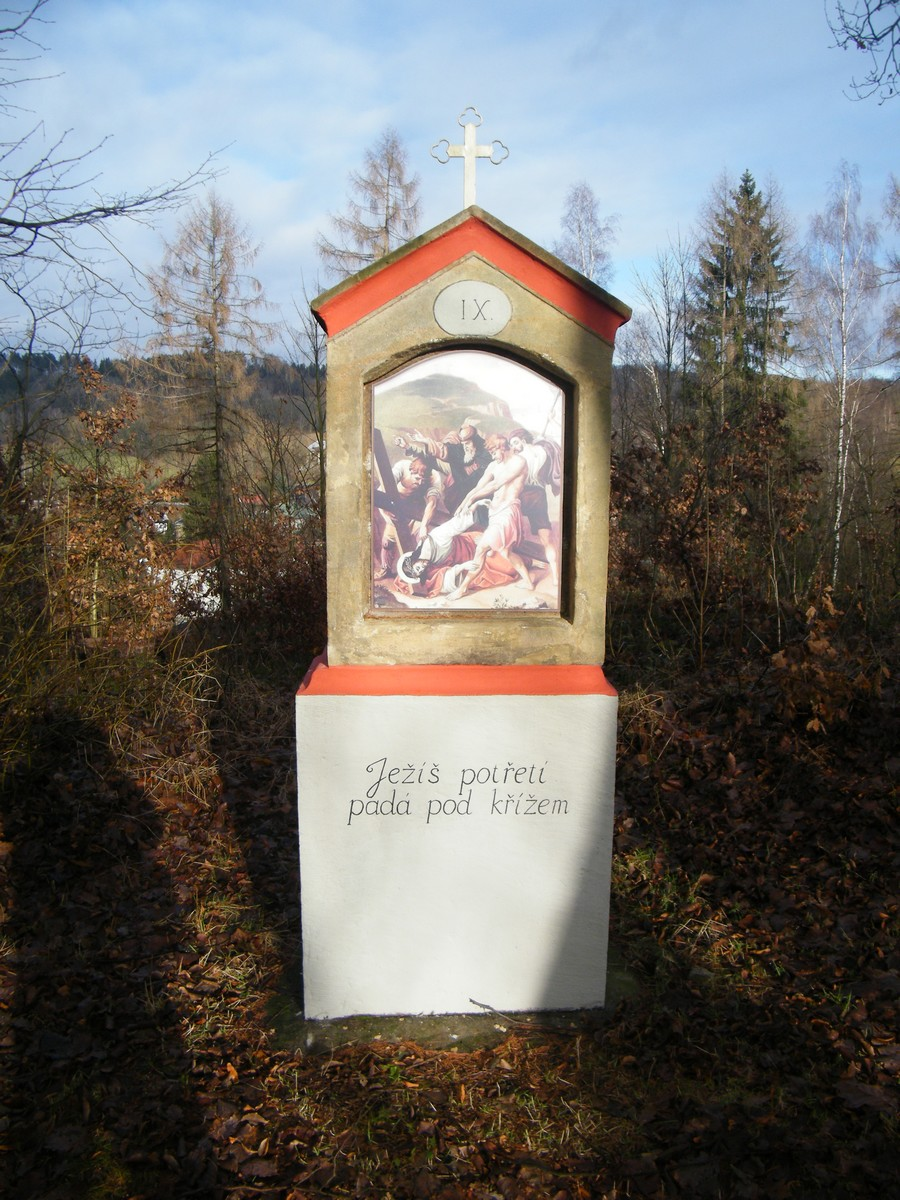
Deváté zastavení (2016)
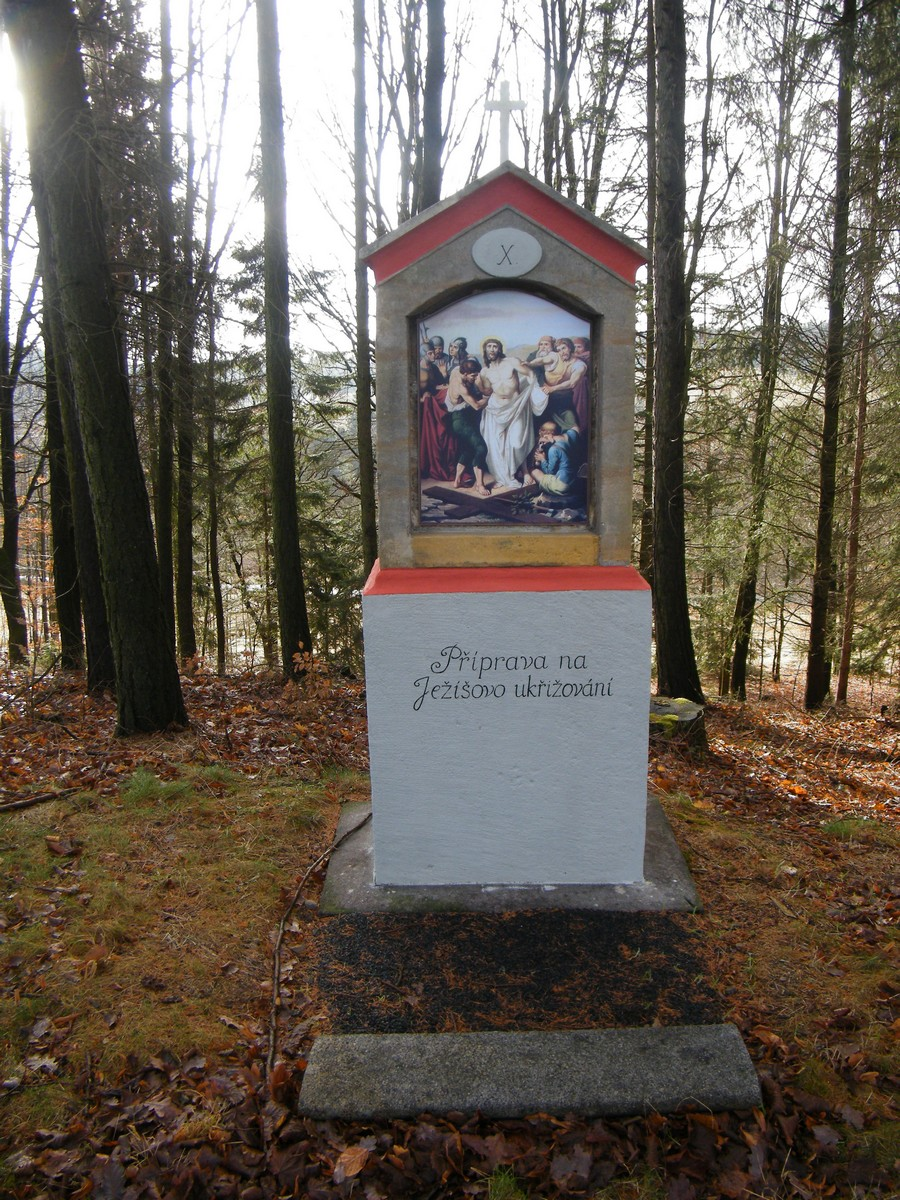
Desáté zastavení (2016)
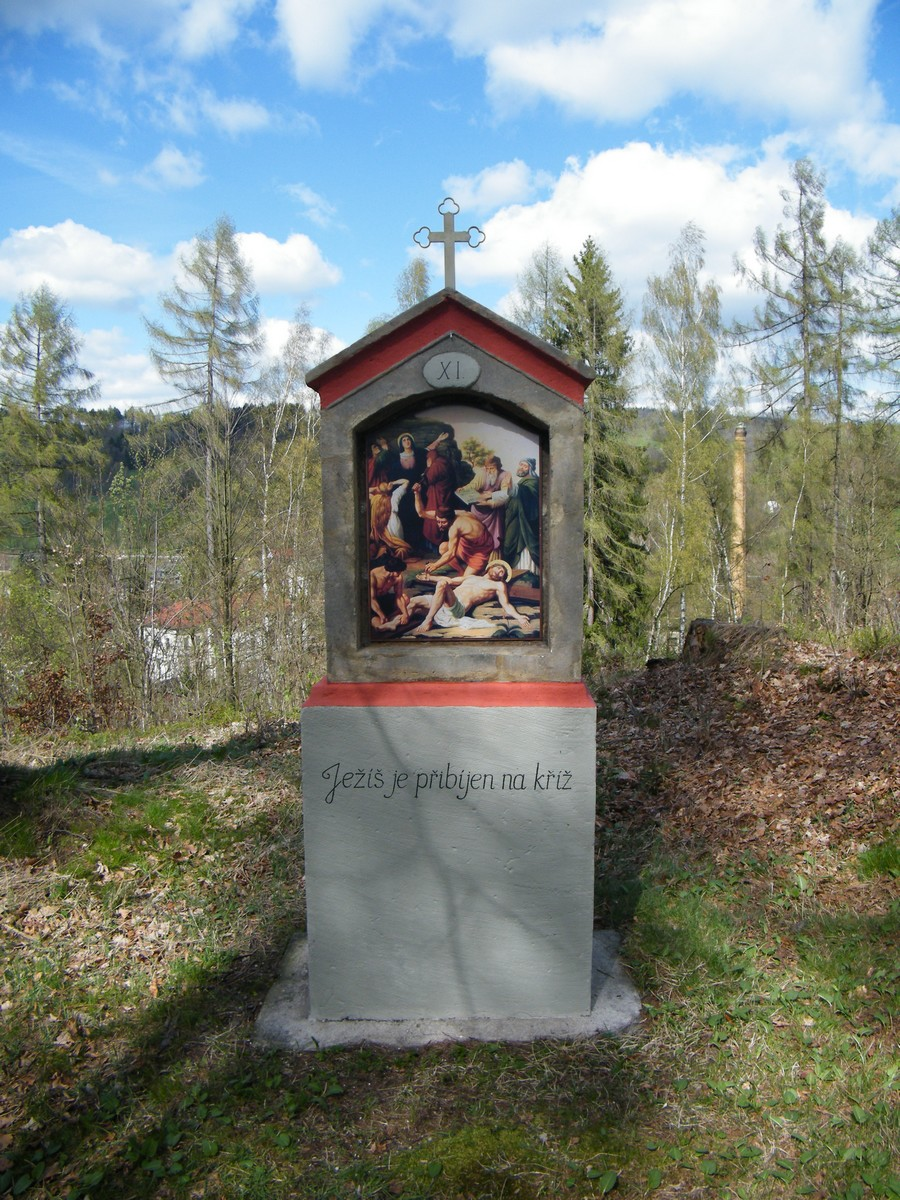
Jedenácté zastavení (2017)
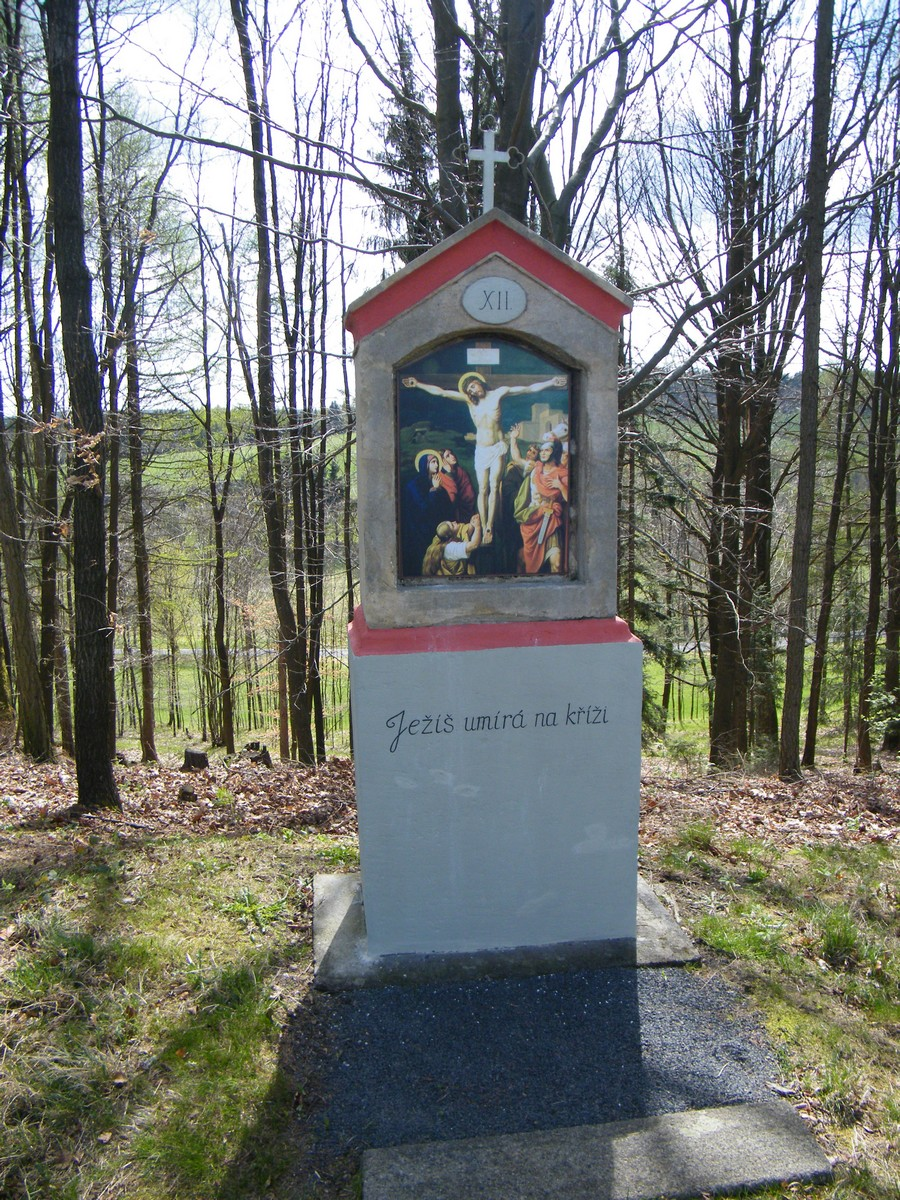
Dvanácté zastavení (2017)
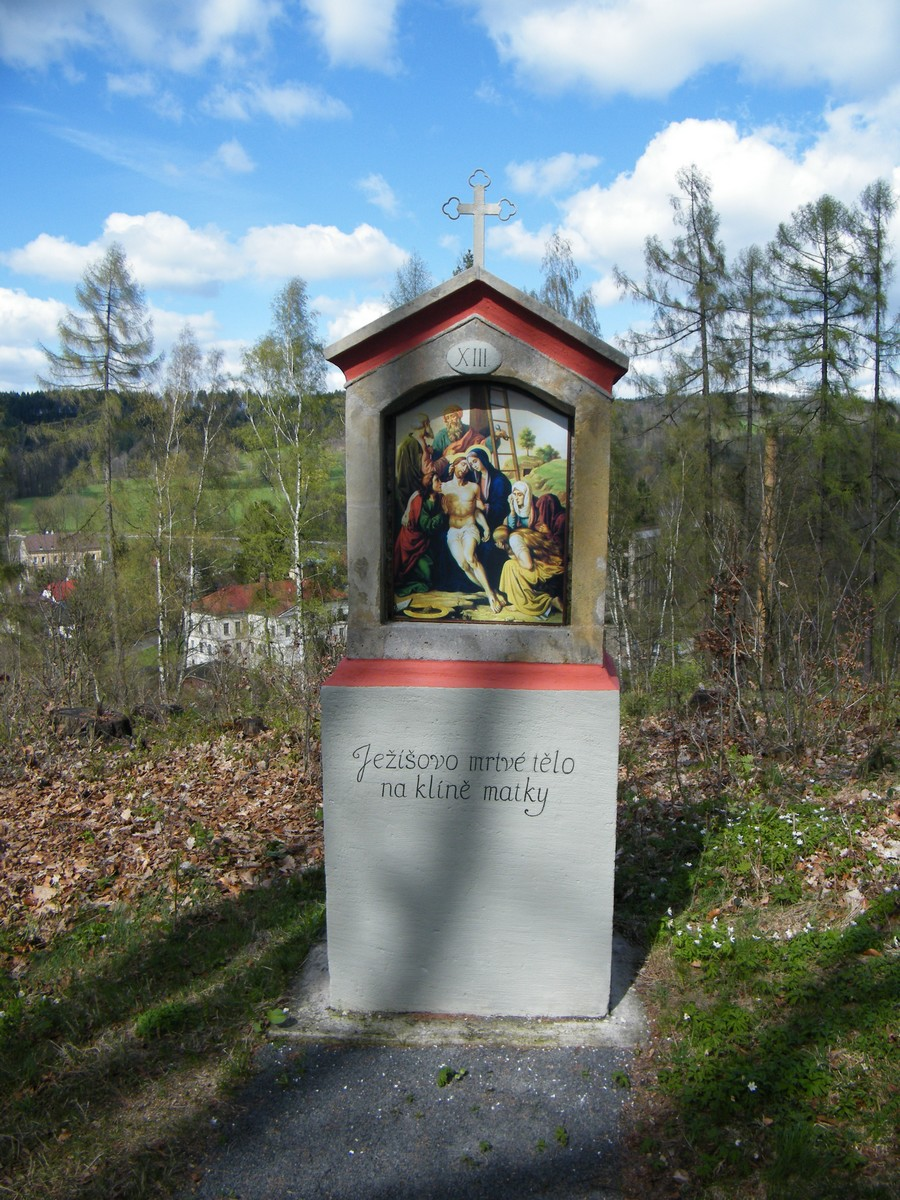
Třinácté zastavení (2017)
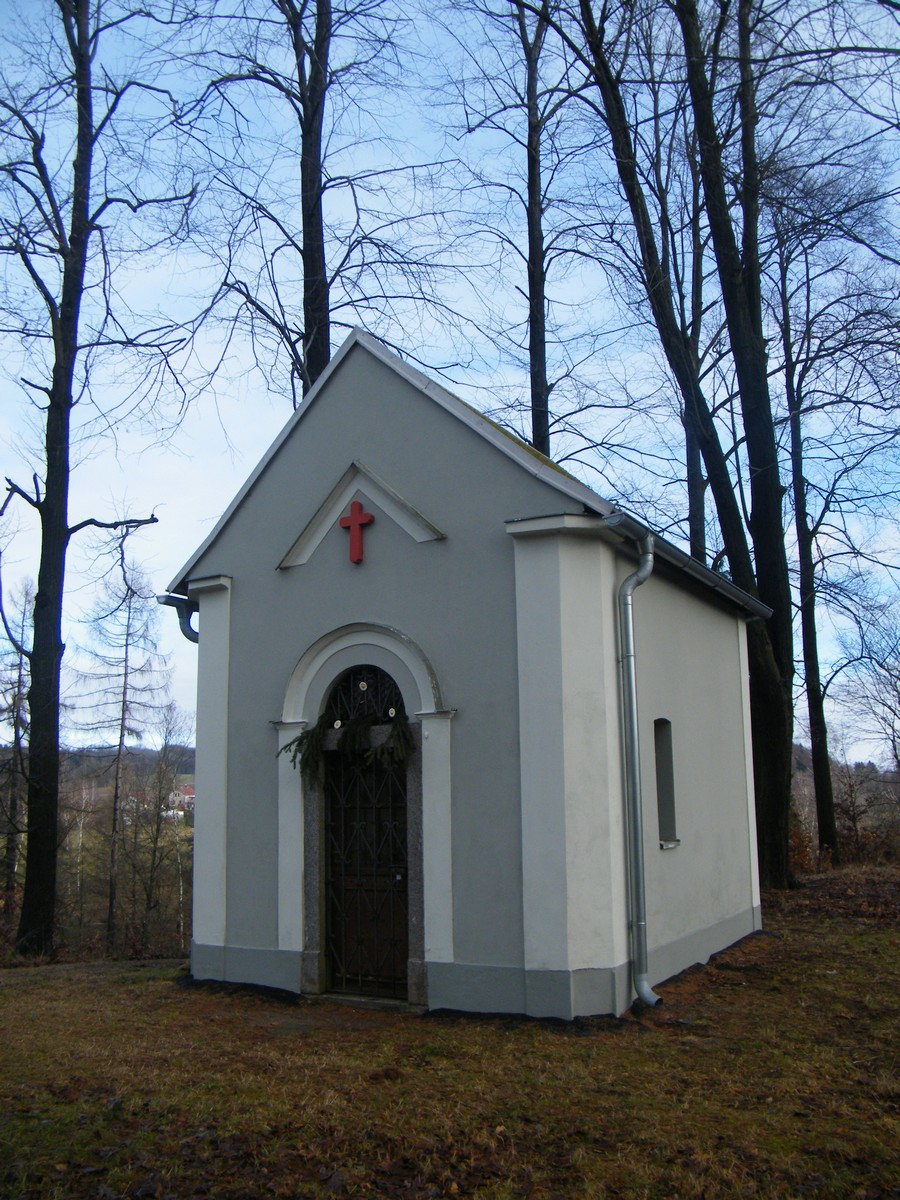
Kaple Božího hrobu (2016)
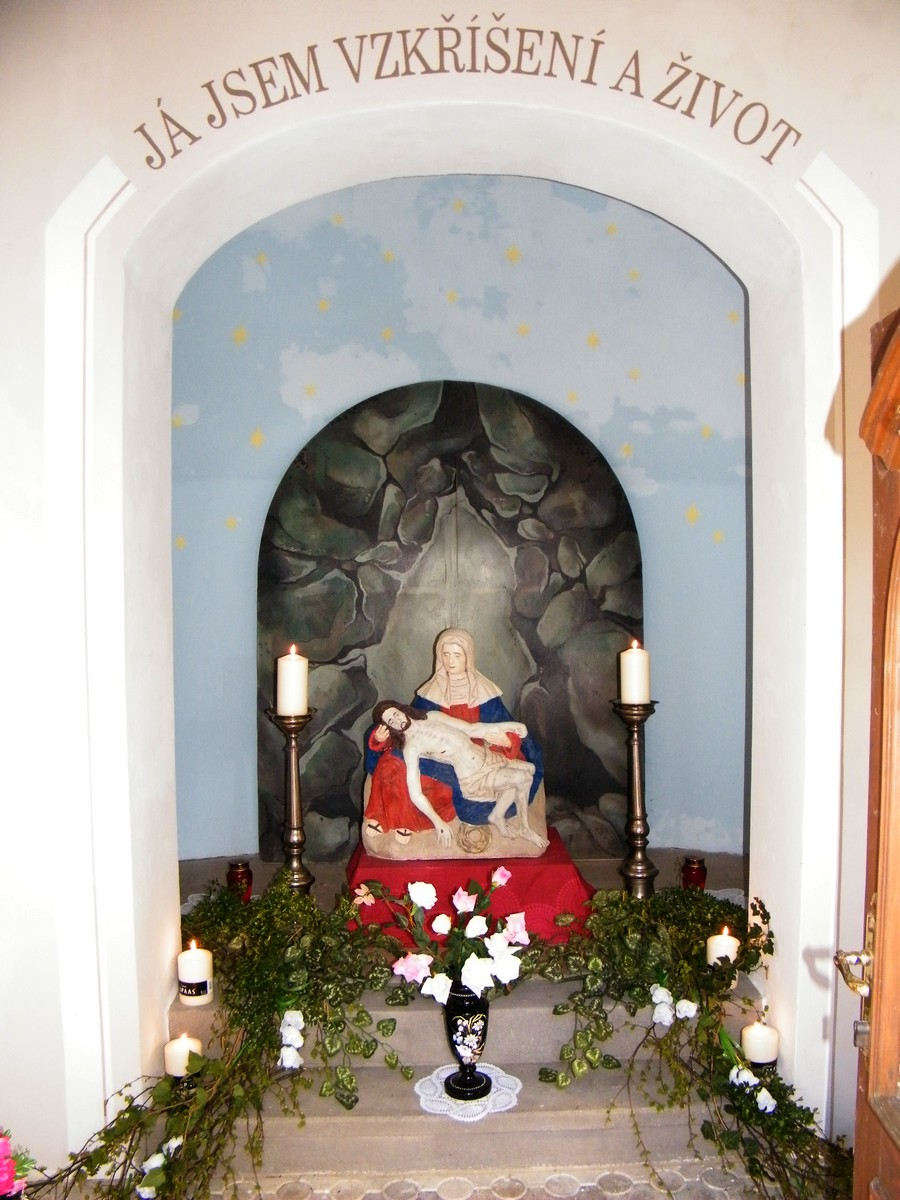
Interiér kaple Božího hrobu s Pietou (2017)
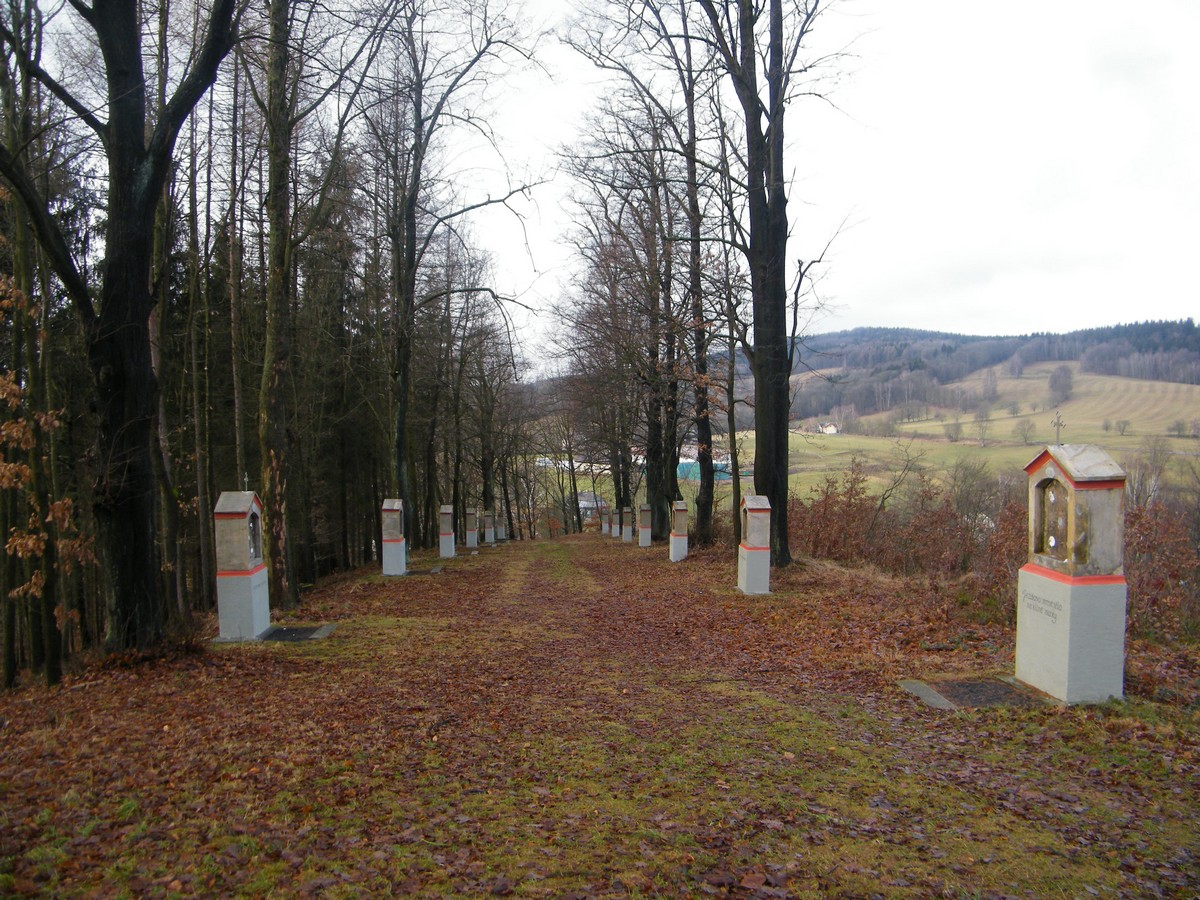
Křížová cesta (2016)
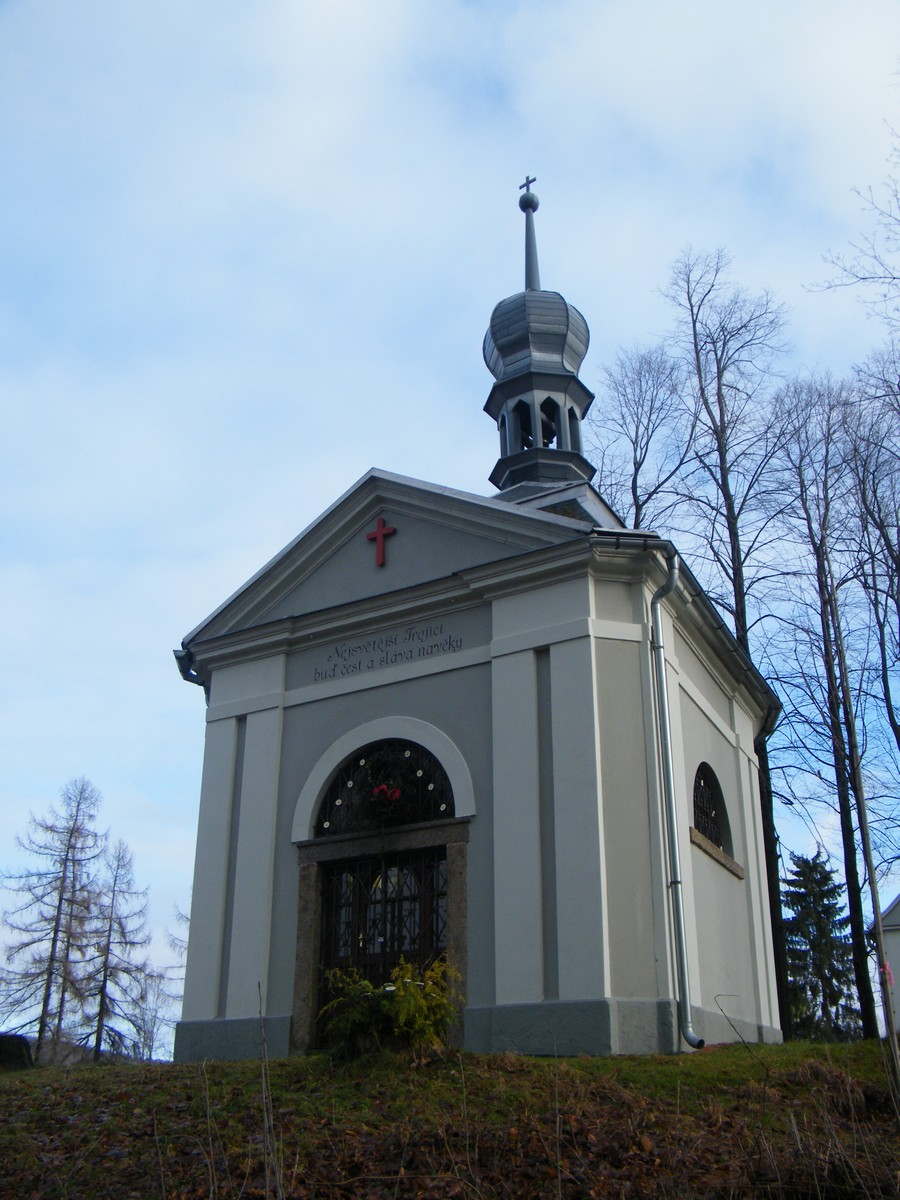
Kaple Nejsvětější Trojice (2016)